# Eilema plantei
Eilema plantei är en fjärilsart som beskrevs av De Toulgoët 1976. Eilema plantei ingår i släktet Eilema och familjen björnspinnare. Inga underarter finns listade i Catalogue of Life.